# Proces decyzyjny
Proces decyzyjny – określony proces myślowy lub sztuczny który realizuje funkcję podejmowania decyzji (istotne rozróżnienie zaproponowane przez Gadomskiego, 1986, ang. – def. procesu i funkcji). Ta sama decyzja w tej samej sytuacji może być produktem innych procesów decyzyjnych.
Podejmowanie decyzji występuje we wszystkich dziedzinach działalności ludzkiej.
Podstawowe elementy analizy procesu wyboru to: decydent, alternatywy wyboru i konsekwencje wyboru.

## W klasycznej teorii decyzji
W klasycznej teorii decyzji, oznacza grupę logicznie powiązanych ze sobą operacji myślowych lub obliczeniowych, prowadzących do rozwiązania problemu decyzyjnego poprzez wybranie jednego z możliwych wariantów działania (decyzji).
W klasycznym procesie decyzyjnym możemy wyróżnić umownie kilka kolejnych faz:
1. identyfikacja sytuacji decyzyjnej
2. sformułowanie problemu decyzyjnego
3. zbudowanie modelu decyzyjnego
4. wyznaczenie decyzji dopuszczalnych i decyzji wystarczających lub decyzji optymalnych
5. podjęcie ostatecznej decyzji

Podjęta decyzja jest zwykle realizowana.

## W kognitywistyce
W kognitywistyce jest wiele modeli podejmowania decyzji. Wyróżniamy tu modele oparte na własnościach sieci neuronowych gdzie proces decyzyjny nie jest jawny oraz procesy decyzyjne formalizujące uświadamiane operacje myślowe prowadzące do decyzji. Modele kognitywistyczne uwzględniają np. wpływ stanów emocjonalnych, nawyki, fobie, niepewności wynikające z niedostatecznych informacji, braku wiedzy oraz braku pewności przy wyborze celu decyzji (tzw. model IPK – Information, Preferences, Knowledge).

## W robotyce i systemach komputerowych
W robotyce i systemach komputerowych procesy decyzyjne są programowane w różnych językach komputerowych i mogą używać różnych metod i algorytmów do osiągnięcia tego samego celu.
W zależności od typu problemu wymagającego decyzji i jego kontekstu, sztuczne procesy decyzyjne używają metod matematycznych i obliczeniowych, których nie może używać człowiek w procesach myślowych kognitywnych. W sytuacjach dobrze określonych, jak np. w szachach, „komputer może dominować nad człowiekiem”. Takie modele komputerowe procesów decyzyjnych są np. bardzo ważne dla budowy robotów autonomicznie wykonujących zadania w warunkach trudnych lub niedostępnych dla człowieka, np. na Księżycu.
W tzw. aktywnych lub inteligentnych systemach wsparcia decyzyjnego (active DSS – Decision Support Systems i IDSS), procesy decyzyjne są projektowane, a ich wyniki są sugerowane użytkownikowi systemu (np. operatorowi procesów przemysłowych, projektantowi systemów czy menadżerowi).